# Josefina de Bourbon
Josefina Fernanda Luísa Maria de Guadalupe (Aranjuez, 25 de maio de 1827 – Madrid, 10 de junho de 1910) foi uma Infanta da Espanha, filha do Infante Francisco de Paula da Espanha e de sua esposa, a Princesa Luísa Carlota das Duas Sicílias.

## Descendência
Casou-se secretamente e morganaticamente em 4 de junho de 1848 com José Güell y Renté. Tiveram três filhos:
- Raimundo Güell e de Bourbon, Marquês de Valcarlos (Navarra, 1849 - Dammarie-lès-Lys, 1907), casado com Antonia Laura Alberti y Caro, com quem teve duas filhas.
- Fernando Güell e de Bourbon, Marquês de Guëll (Valladolid, 1851 - Valladolid, 1936), casado com sua prima María Josefa Alonso y Güell, com descendência.
- Francisco Manuel e de Bourbon (1857 - 1888).